# Енріке Ромеро
Енріке Ромеро (ісп. Enrique Romero, нар. 23 червня 1971, Херес-де-ла-Фронтера) — іспанський футболіст, що грав на позиції захисника.
Більшу частину кар'єри провів у «Депортіво», з яким став чемпіоном Іспанії, володарем кубка Іспанії та дворазовим переможцем Суперкубка Іспанії. Також виступав за збірну Іспанії, разом з якою став чвертьфіналістом чемпіонату світу.

## Клубна кар'єра
Народився 23 червня 1971 року в місті Херес-де-ла-Фронтера. Вихованець футбольної школи клубу «Логроньєс».
6 червня 1992 року в останньому турі Ла Ліги дебютував за основну команду «Логроньєса», вийшовши на заміну на 88 хвилині в матчі проти «Валенсії». В наступному сезоні гравець знову мало залучався до основної команди, але у сезоні 1993/94 Ромеро став гравцем основи і, зігравши 29 матчів у чемпіонаті, допоміг команді зайняти останнє рятівне 16 місце.
Відразу після цього Ромеро перейшов у «Валенсія», де грав протягом трьох сезонів, причому 1996 року став віце-чемпіоном Іспанії.
Сезон 1997/98 Ромеро провів у складі «Мальорки», з якою зайняв 5 місце в чемпіонаті, а також став фіналістом національного кубка.
Влітку 1998 року уклав контракт з клубом «Депортіво», у складі якого провів наступні вісім років своєї кар'єри гравця. Граючи у складі «Депортіво» також здебільшого виходив на поле в основному складі команди і став з командою чемпіоном, володарем Кубку Іспанії та дворазовим переможцем Суперкубка Іспанії. До 2006 року Ромеро був витіснений зі складу Жоаном Капдевілою і перейшов в «Реал Бетіс», де грав ще один сезон, після чого завершив кар'єру.

## Виступи за збірну
23 лютого 2000 року дебютував в офіційних матчах у складі національної збірної Іспанії в товариському матчі з командою Хорватії, вийшовши на заміну на 84 хвилині замість Хосеба Ечеберрії.
У складі збірної був учасником чемпіонату світу 2002 року в Японії і Південній Кореї, де іспанці дійшли до чвертьфіналу, програвши в серії пенальті господарям з Південної Кореї. На цьому турнірі він зіграв три матчі..
Протягом кар'єри у національній команді, яка тривала 5 років, провів у формі головної команди країни лише 10 матчів.

## Статистика

### Клубна
| Чемпіонат | Чемпіонат    | Чемпіонат | Ліга | Ліга |
| Сезон     | Клуб         | Ліга      | Ігри | Голи |
| Іспанія   | Іспанія      | Іспанія   | Ліга | Ліга |
| --------- | ------------ | --------- | ---- | ---- |
| 1991-92   | «Логроньєс»  | Ла Ліга   | 1    | 0    |
| 1992-93   | «Логроньєс»  | Ла Ліга   | 2    | 0    |
| 1993-94   | «Логроньєс»  | Ла Ліга   | 29   | 4    |
| 1994-95   | «Валенсія»   | Ла Ліга   | 30   | 2    |
| 1995-96   | «Валенсія»   | Ла Ліга   | 30   | 1    |
| 1996-97   | «Валенсія»   | Ла Ліга   | 31   | 2    |
| 1997-98   | «Мальорка»   | Ла Ліга   | 38   | 3    |
| 1998-99   | «Депортіво»  | Ла Ліга   | 34   | 0    |
| 1999-00   | «Депортіво»  | Ла Ліга   | 34   | 1    |
| 2000-01   | «Депортіво»  | Ла Ліга   | 29   | 0    |
| 2001-02   | «Депортіво»  | Ла Ліга   | 24   | 0    |
| 2002-03   | «Депортіво»  | Ла Ліга   | 31   | 1    |
| 2003-04   | «Депортіво»  | Ла Ліга   | 17   | 0    |
| 2004-05   | «Депортіво»  | Ла Ліга   | 29   | 0    |
| 2005-06   | «Депортіво»  | Ла Ліга   | 20   | 0    |
| 2006-07   | «Реал Бетіс» | Ла Ліга   | 17   | 0    |
| Країна    | Іспанія      | Іспанія   | 396  | 14   |
| Всього    | Всього       | Всього    | 396  | 14   |

### Збірна
| Збірна Іспанії | Збірна Іспанії | Збірна Іспанії |
| Роки           | Ігри           | Голи           |
| -------------- | -------------- | -------------- |
| 2000           | 1              | 0              |
| 2001           | 2              | 0              |
| 2002           | 3              | 0              |
| 2003           | 1              | 0              |
| 2004           | 3              | 0              |
| Всього         | 10             | 0              |

## Титули і досягнення
- Чемпіон Іспанії (1):

«Депортіво»:  1999–00
- Володар Кубка Іспанії (1):

«Депортіво»:  2001–02
- Володар Суперкубка Іспанії (2):

«Депортіво»: 2000, 2002